# Roscoe River
Der Roscoe River ist ein etwa 163 km langer Zufluss des Amundsen Gulf in Nunavut und in den Nordwest-Territorien im äußersten Norden Kanadas.
Der Roscoe River hat seinen Ursprung in den Melville Hills nordwestlich des Bluenose Lake in Nunavut. Er durchfließt in nordwestlicher Richtung die arktische Tundralandschaft und überquert die Grenze zu den Nordwest-Territorien. Im Mittellauf durchfließt der Fluss den Tuktut-Nogait-Nationalpark. Im Unterlauf wendet sich der Roscoe River nach Norden und mündet schließlich in den Amundsen Gulf.